# Nikki Glaser
Nicole Rene Glaser (Cincinnati, 1 de junho de 1984) é uma comediante, atriz, apresentadora de podcast, apresentadora de rádio e apresentadora de televisão americana. Ela foi a criadora e é apresentadora da série de televisão Not Safe with Nikki Glaser, que estreou no Comedy Central e no Much em 9 de fevereiro de 2016.

## Biografia
Glaser nasceu em 1 de junho de 1984, em Cincinnati, Ohio, filha de Julie E. (nascida Burke) e Edward J. Glaser. Ela tem ascendência alemã e irlandesa. Glaser passou a maior parte de sua infância em St. Louis, Missouri. Ela se formou na Kirkwood High School e frequentou brevemente a University of Colorado Boulder antes de se transferir e se formar na University of Kansas com um diploma em Literatura Inglesa.

## Carreira

### Stand-up Comedy
Glaser começou a se apresentar no stand-up aos 18 anos. Suas primeiras piadas foram escritas na faculdade. Ela lembrou disso em uma entrevista com Rich Tupica na revista Revue: “Eu me lembro disso. Eu era uma caloura na faculdade e todos no meu dormitório ocuparam o refeitório como uma sala de estudos. Entrei lá e, em vez de estudar, apenas olhei para eles, os julguei e tentei pensar: 'O que Sarah Silverman diria sobre essas pessoas?' Eu não sabia escrever piadas - apenas sabia os stand-ups que eu conhecia. Escrevi da perspectiva dos meus stand-ups favoritos porque ainda não sabia qual era a minha perspectiva."
Desde então, Glaser se apresentou stand-up no The Tonight Show with Jay Leno, no Conan, e duas temporadas do reality show Last Comic Standing.
Seu primeiro especial de stand-up (Perfect) foi no Comedy Central em 9 de abril de 2016. Seu segundo especial, (Bangin') na Netflix, estreou em 1 de outubro de 2019.

### Podcast e rádio
De 2011 a 2014, Glaser apresentou um podcast com a comediante Sara Schaefer chamado You Had To Be There.
Em julho de 2013, Glaser se apresentou no programa de rádio The Debaters, debatendo sobre o ditado 'Early to Bed'.
Em março de 2015, Glaser apareceu no podcast de conselhos sobre vida Danswers, de Giant Bomb, falando sobre assuntos como sua experiência com o co-apresentador Dan Ryckert na faculdade.
Glaser co-apresentou o podcast We Know Nothing com o comediante Phil Hanley e a colega de quarto/música Anya Marina. We Know Nothing é um podcast humorístico baseado em relacionamento que recebe ligações dos ouvintes e tenta dar a eles conselhos amorosos.
De janeiro a outubro de 2016, ela apresentou o podcast complementar de seu programa do Comedy Central, Not Safe, com Dan St. Germain e Brian Frange. Em cada episódio, eles discutiam questões sobre sexo e  relacionamento.
Em fevereiro de 2018, Glaser começou a apresentadora You Up? Com Nikki Glaser, o primeiro programa matinal diário ao vivo da Comedy Central, que foi ao ar no Sirius XM's Comedy Central Radio. O programa deixou de ser transmitido pelo Sirius XM em 7 de maio de 2020, mas continuou como um podcast até seu episódio final em 2 de outubro de 2020.
Ao longo de 2018 e 2019, Glaser apareceu nos canais de Howard Stern no Sirius XM, incluindo no roast Ronnie the Limo driver e como convidada no programa de encerramento. Em 24 de setembro de 2019, ela foi convidada, juntamente com Howard Stern, para uma entrevista completa.
Nikki apareceu no The Joe Rogan Experience em 3 de outubro de 2018, em 3 de outubro de 2019 e em 20 de agosto de 2020.
O Nikki Glaser Podcast é apresentado por Glaser e co-apresentado pelo colega comediante Andrew Collin. O primeiro episódio lançado em 22 de março de 2021.

### Televisão
Em 29 de janeiro de 2013, Nikki & Sara Live, uma série semanal de televisão apresentada por Glaser e Schaefer, estreou na MTV. O show foi cancelado em 29 de outubro de 2013 após duas temporadas.
Em 19 de abril de 2013, Glaser apareceu no episódio piloto de Those Who Can't, uma série de televisão originalmente criada pela Amazon Studios. O personagem de Glaser foi substituído por Maria Thayer em 2015, quando a série foi escolhida para ser transmitida na TruTV.
Glaser apareceu em programas da MTV, como Money from Strangers, Awkward, After Show, You're Welcome e Failosophy.
Em 2 de junho de 2015, o Comedy Central aprovou um talk show com tema de sexo apresentado por Glaser, intitulado Not Safe with Nikki Glaser. O programa estreou em 9 de fevereiro de 2016. O show foi escolhido para ser transmitido pela 4Music no Reino Unido. O show foi cancelado em novembro de 2016.
Em 5 de setembro de 2016, Glaser apareceu no Comedy Central Roast of Rob Lowe como Roaster. Ela apareceu no Comedy Central Roast of Bruce Willis em 28 de julho de 2018.
Em 12 de setembro de 2018, Glaser foi anunciada como uma das celebridades que iriam competir na temporada 27 do Dancing with the Stars. Seu parceiro profissional foi Gleb Savchenko. Eles foram o primeiro casal eliminado da competição, em 25 de setembro.
Em 6 de fevereiro de 2019, Glaser apareceu no terceiro episódio da terceira temporada do programa de batalha de rap entre celebridades, Drop the Mic. Ela competiu contra o colega comediante Brad Williams, vencendo a batalha.
Em novembro de 2019, o programa de namoro Blind Date foi revivido pela Bravo, com Glaser como o nova apresentadora.

### Cinema
Glaser desempenhou um pequeno papel no filme de 2009, Punching the Clown, de Henry Phillips. Ela também apareceu como ela mesma no documentário de Jordan Brady I Am Comic, de 2010, e em sua sequência de 2014, I Am Road Comic.
Glaser teve um papel no filme Trainwreck (2015), dirigido por Judd Apatow e em I Feel Pretty (2018).

## Vida pessoal
Sóbria desde 2012, ela também acabou com o vício da nicotina. Ela atribui os créditos de sua recuperação ao livro de Allen Carr.

## Filmografia

### Televisão
| Ano       | Título                               | Papel                      | Notas                                                                                      |
| --------- | ------------------------------------ | -------------------------- | ------------------------------------------------------------------------------------------ |
| 2009      | The Tonight Show with Jay Leno       | Ela mesma                  |                                                                                            |
| 2009      | Punching the Clown                   | Olympia                    |                                                                                            |
| 2009      | It's On with Alexa Chung             | Ela mesma                  |                                                                                            |
| 2010      | I Am Comic                           | Ela mesma                  |                                                                                            |
| 2011–2012 | Red Eye                              | Palestrante                | Ela apareceu em dois episódios                                                             |
| 2012      | Awkward. After Show. You're Welcome. | Apresentadora              | Co-apresentadora com Sara Schaefer                                                         |
| 2013      | Nikki & Sara Live                    | Apresentadora/Criadora     | Co-apresentadora e co-criadora com Sara Schaefer                                           |
| 2013      | Conan                                | Ela mesma                  |                                                                                            |
| 2013      | Totally Biased with W. Kamau Bell    | Convidada                  |                                                                                            |
| 2013      | Last Call with Carson Daly           | Convidada                  |                                                                                            |
| 2013      | The Half Hour                        | Ela mesma                  | 2a temporada, Episódio 2: Stand-up comedy set                                              |
| 2013      | Inside Amy Schumer                   | Amanda                     | Episódio 3: A Porn Star Is Born                                                            |
| 2013      | Women Who Kill                       | Ela mesma                  |                                                                                            |
| 2013–2017 | @midnight                            | Ela mesma                  | Ela apareceu em 20 episódios                                                               |
| 2014      | Big Morning Buzz Live                | Ela mesma                  |                                                                                            |
| 2014      | Adam DeVine's House Party            | Ela mesma                  | 2a temporada, Episódio 7: Marriage Material                                                |
| 2014      | I Am Road Comic                      | Ela mesma                  |                                                                                            |
| 2015      | The View                             | Co-apresentadora convidada |                                                                                            |
| 2015      | VH1 Top 20 Video Countdown           | Co-apresentadora convidada |                                                                                            |
| 2015      | Trainwreck                           | Lisa                       |                                                                                            |
| 2016      | The Late Late Show with James Corden | Ela mesma                  |                                                                                            |
| 2016      | Not Safe with Nikki Glaser           | Ela mesma/Apresentadora    |                                                                                            |
| 2016      | Nikki Glaser's Perfect               | Ela mesma                  |                                                                                            |
| 2016      | Conan                                | Convidada                  |                                                                                            |
| 2016      | Punching Henry                       | Claire a Bartender         |                                                                                            |
| 2016      | Comedy Central Roast of Rob Lowe     | Ela mesma/Roaster          | Especial de televisão                                                                      |
| 2017      | The Standups                         | Ela mesma                  |                                                                                            |
| 2017      | Adam Ruins Everything                | Sallie Mae                 | Episódio: Adam Ruins College                                                               |
| 2017      | American Ninja Warrior               | Ela mesma                  |                                                                                            |
| 2018      | A.P. Bio                             | Chloe de Baltimore         |                                                                                            |
| 2018      | Alone Together                       | Annette                    | Episódio: Property Management                                                              |
| 2018      | Comedy Central Roast of Bruce Willis | Elas mesma/Roaster         |                                                                                            |
| 2018      | Dancing with the Stars               | Ela mesma/Competidora      | 27a temporada; primeira eliminada                                                          |
| 2018      | First Nations Comedy Experience      | Ela mesma                  |                                                                                            |
| 2018      | The Fix                              | Palestrante                | Ela apareceu em dois episódios                                                             |
| 2018      | I Feel Pretty                        | Mulher na Lily Leclaire HQ |                                                                                            |
| 2018      | The Fix                              | Palestrante                | Ela apareceu em dois episódios                                                             |
| 2018      | Jeff Ross Presents Roast Battle      | Juíza                      |                                                                                            |
| 2019      | Historical Roasts                    | Kurt Cobain                | Episode: Freddie Mercury                                                                   |
| 2019      | Bangin'                              | Ela mesma                  | Especial da Netflix                                                                        |
| 2019      | Comedy Central Roast of Alec Baldwin | Ela mesma                  |                                                                                            |
| 2019      | Blind Date                           | Convidada                  |                                                                                            |
| 2019      | The Degenerates                      | Ela mesma                  | Série de especiais de stand-up de meia hora da Netflix                                     |
| 2020      | Who Wants to Be a Millionaire?       | Ela mesma                  | Ela apareceu em dois episódios                                                             |
| 2020      | Crank Yankers                        | Ela mesma (voz)            | Episódio: Nikki Glaser, Jimmy Kimmel & Tracy Morgan                                        |
| 2020      | Match Game                           | Ela mesma/Jogadora         | Episódio: Joel McHale, Amanda Seales, Ron Funches, Ana Gasteyer, Ron Huebel, Nikki Glasser |
| 2021      | History of Swear Words               | Ela mesma                  | Série documental da Netflix                                                                |
| 2021      | Hysterical                           | Ela mesma                  | Documentário                                                                               |
| 2021      | MTV Movie & TV Awards: Unscripted    | Apresentadora              |                                                                                            |